# Daniel Meier
Daniel Meier (4 aprile 1993) è un ex sciatore alpino austriaco.

## Biografia
Gigantista puro originario di Nofels di Feldkirch e attivo dal novembre del 2008, Daniel Meier ha esordito in Coppa Europa il 15 gennaio 2012 a Méribel (19º) e in Coppa del Mondo il 10 marzo dello stesso anno a Kranjska Gora, senza completare la gara. Il 17 febbraio 2017 ha colto a Oberjoch il primo podio in Coppa Europa (2º) e il 4 marzo successivo a Kranjska Gora il miglior risultato in Coppa del Mondo (18º), circuito nel quale ha preso per l'ultima volta il via il 22 dicembre 2019 in Alta Badia senza completare la gara; il 18 marzo 2021 ha conquistato a Reiteralm l'ultimo podio in Coppa Europa (3º) e ha disputato l'ultima gara in carriera il 30 marzo dello stesso anno a Glungezer: lo slalom gigante dei Campionati austriaci 2021, chiuso da Meier al 4º posto. Non ha preso parte a rassegne olimpiche o iridate.

## Palmarès

### Coppa del Mondo
- Miglior piazzamento in classifica generale: 129º nel 2017

### Coppa Europa
- Miglior piazzamento in classifica generale: 42º nel 2017
- 3 podi:
  - 1 secondo posto
  - 2 terzi posti

### Australia New Zealand Cup
- Miglior piazzamento in classifica generale: 7º nel 2018
- 2 podi:
  - 1 vittoria
  - 1 terzo posto

#### Australia New Zealand Cup - vittorie
| Data           | Località | Paese     | Specialità |
| -------------- | -------- | --------- | ---------- |
| 22 agosto 2017 | Thredbo  | Australia | GS         |

Legenda:

GS = slalom gigante

### Campionati austriaci
- 1 medaglia:
  - 1 bronzo (slalom gigante nel 2017)